# Project 25
Project 25 (P25) o APCO-25 definiscono una serie di standard per la comunicazione radio digitale, progettati per l'utilizzo da parte da enti federali, statali e le agenzie locali di polizia nel Nordamerica, in modo da permettere l'interoperabilità fra i vari enti e la mutua coordinazione in caso di emergenze.
Il sistema è simile per gli scopi al TETRA utilizzato in Europa, ma non è compatibile con esso.
Rispetto al TETRA, le radio possono comunicare in FM con le radio più vecchie, oppure possono comunicare in modalità sia digitale che FM con altre radio P25.